# شیر کوهی
شیر کوهی (به انگلیسی: Cougar) و (نام علمی: Puma concolor) گونه‌ای گربه‌سان بزرگ از زیرخانواده گربه‌ایان کوچک و بومی قاره آمریکا است. زیستگاه این جانور از کوه‌های آند در آمریکای جنوبی تا یوکان در کانادا را شامل می‌شود. شیرکوهی بزرگ‌ترین گربه‌سان قاره آمریکا بعد از جگوار می‌باشد. پوما جانوری با انطباق‌پذیری بسیار بالاست که در زیستگاه‌های گوناگونی زندگی کرده و از طعمه‌های مختلف تغذیه می‌کند. بیشتر شب‌زی و پگاه‌رو است اما در طول روز هم دیده می‌شود.
شیر کوهی درنده‌ای کمین‌کننده می‌باشد که طعمهٔ اصلی‌اش سم‌داران از جمله گوزن می‌باشد با این حال از طعمه‌های کوچک مثل جوندگان و حشره‌ها نیز تغذیه می‌کند و گاهی نیز به دام‌های اهلی حمله می‌کند. بوته‌زارهای متراکم و مناطق صخره‌ای را که امکان کمین کردن وجود دارد ترجیح می‌دهد اما در دشت‌های باز هم زندگی می‌کند. پوما مثل بقیه گربه‌سانان قلمروطلب است و قلمرو بسیار بزرگی دارد. تراکم جمعیتی کمی دارد و در برخی مناطق رقیب شکارچیان دیگری چون جگوار، گرگ، خرس سیاه آمریکایی و تمساح آمریکایی است.
شکار گسترده و توسعه سکونت‌گاه‌های انسانی پس از ورود اروپایی‌ها به آمریکا نسل شیرهای کوهی در بسیاری از مناطق، به خطر افتاد. به‌عنوان مثال، زیرگونهٔ شیر کوهی شرقی در ابتدای سده بیستم در مناطق شرقی آمریکای شمالی به استثنای جمعیت کوچکی از شیرهای کوهی فلوریدا منقرض شد اما در سال‌های اخیر گسترش قلمرو پوما از غرب به شرق مشاهده شده است و حتی در ایالت کنتیکت در ساحل اقیانوس اطلس نیز دوباره مشاهده شده‌اند.

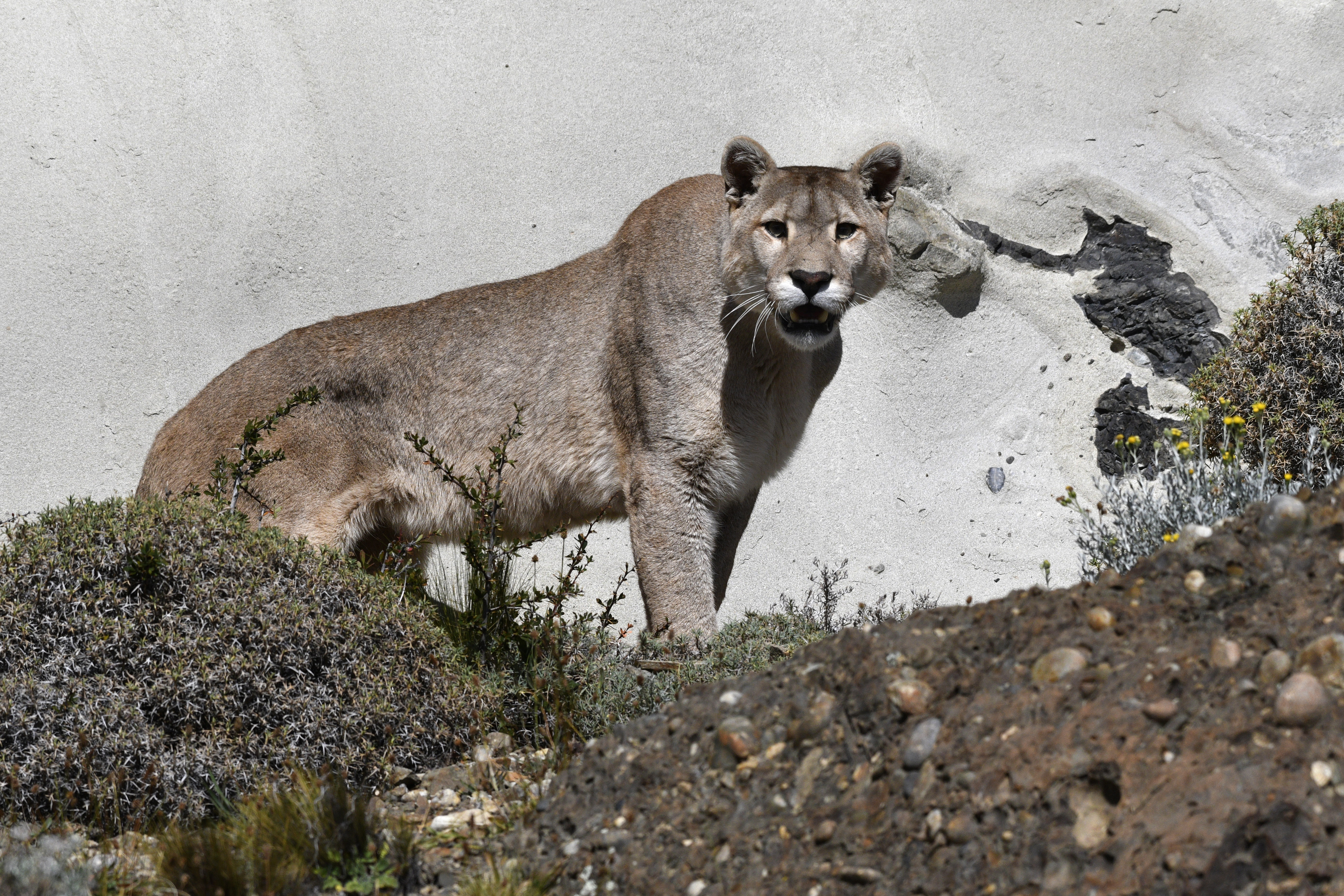
یک شیر کوهی آمریکای جنوبی در شیلی

## نام‌گذاری
نام انگلیسی آن به نام‌های Puma, Cougar و Mountain lion است. در زبان فارسی، نام آن با «شیر کوهی» شناخته‌شده است. هر چند این جانور شیر کوهی نامیده می‌شود اما جزو زیرگونه‌های شیر نیست و تنها به دلیل شباهت آن به شیر، در زبان فارسی و انگلیسی «شیر کوهی» نامیده می‌شود. این جانور گاهی با نام پوما، نامیده می‌شوند که به نام سردهٔ این گونه (نام علمی: Puma) اشاره دارد. در نام علمی گونه (concolor)، یک‌رنگی و هم‌رنگی کل بدن این جانور را یادآور می‌سازد. همچنین «پوما» نماد برخی از لباس‌های و ابزار ورزشی است. هرچند ده‌ها نام برگرفته از افسانه‌های مردمان بومی قاره آمریکا برای این گربه‌سان وجود دارد اما بیشتر دانشمندان آن را با نام پوما (puma) می‌شناسند.

## رده‌بندی

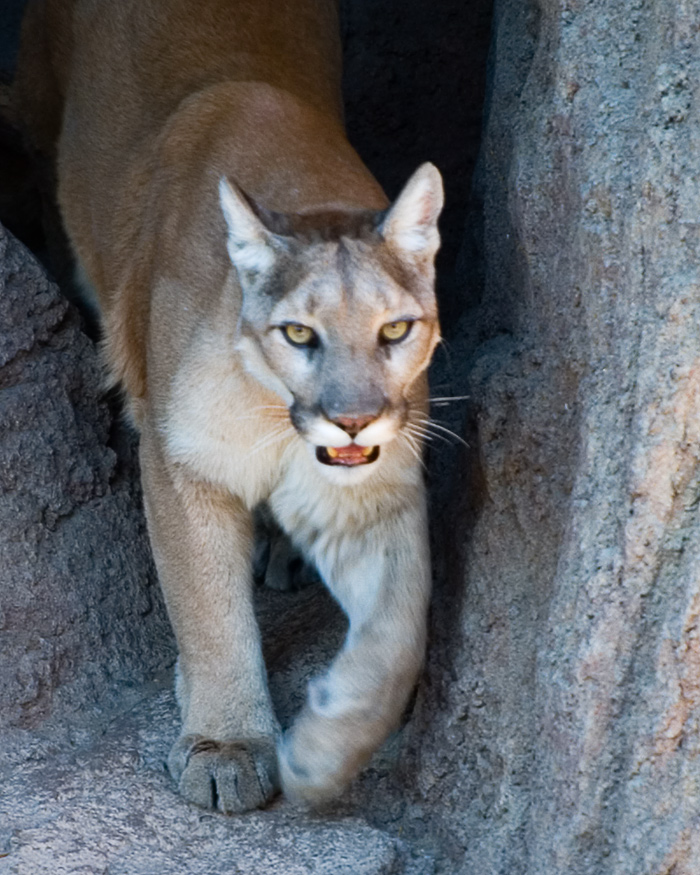
کانکلور پوما در موزه صحرای آریزونا-سونورا فیلمبرداری شده است

نام علمی شیر کوهی (Felis concolor)، در سال۱۷۷۱ توسط کارل لینه، پیشنهاد شد و این جانور در ۱۸۳۴ در سرده شیر کوهی و دستهٔ گربه‌ایان کوچک قرار داده شد. پوماها ارتباط تکاملی نزدیکی با جگواروندی و یوزپلنگ‌ها دارند. تا سال ۲۰۱۷، دو زیرگونه از شیرهای کوهی شامل شیر کوهی آمریکای جنوبی و شیر کوهی آمریکای شمالی، شناسایی و تأیید شده‌اند.

## ویژگی‌ها

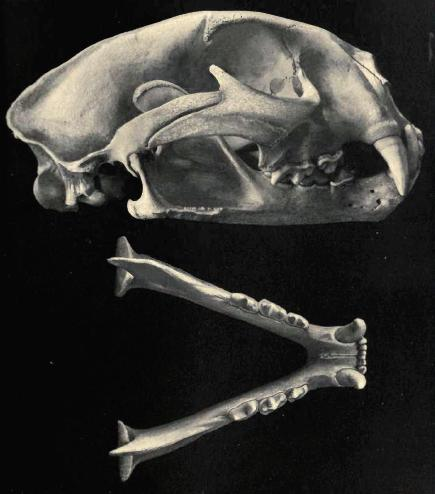
اسکلت جمجمه شیر کوهی

شیرکوهی از جمله گربه‌سانان باریک‌اندام و چابک به‌شمار می‌رود. این جانور، چهارمین گربه‌سان بزرگ در میان تمامی گربه‌سانان است. یک شیرکوهی بالغ، ۶۰ تا ۹۰ سانتی‌متر قد تا شانه دارد. طول شیر کوهی نر در حدود ۲٫۴ متر از بینی تا انتهای دم است. شیرهای کوهی ماده در حدود ۱٫۵ متر طول دارند و به‌طور کلی طول این جانور، در بازهٔ ۱٫۵۰ تا ۲ متر، در نظر گرفته می‌شود.
طول دُم به تنهایی بین ۶۳ تا ۹۵ سانتی‌متر است. وزن شیرکوهی نر بین ۱۳۰ تا ۱۸۰ کیلوگرم و به‌طور میانگین ۱۵۰ کیلوگرم است. گونه ماده بین ۷۰ تا ۱۲۰ کیلوگرم وزن دارد و به‌طور میانگین وزن گونه ماده حدود ۹۰ کیلوگرم است.
اندازه شیرکوهی در نواحی استوایی کوچک‌تر است و در مناطق قطبی اندازه آن‌ها بزرگ‌تر است. بزرگ‌ترین شیر کوهی با وزنی معادل ۱۰۵٫۲ کیلوگرم در سال ۱۹۰۱ میلادی شکار شد. در مناطق مختلف، پوماها ممکن است کوچک‌تر یا بزرگ‌تر از جگوارها باشند اما معمولاً کوچک‌تر، ضعیف‌تر و دارای تودهٔ عضلانی کمتری در مقایسه با جگوارها هستند. شیرهای کوهی، به‌دلیل فقدان حنجره و استخوان لامی تخصص‌یافته، قادر به غرش کردن همانند پلنگ‌مانندها نیستند؛ بنابراین، پوماها با وجود اندازه‌ای بزرگ، در دستهٔ گربه‌های بزرگ طبقه‌بندی نشده‌اند.